# Peristedion brevirostre
Peristedion brevirostre är en fiskart som först beskrevs av Günther, 1860.  Peristedion brevirostre ingår i släktet Peristedion och familjen Peristediidae. Inga underarter finns listade i Catalogue of Life.